# Swezeyia polyxo
Swezeyia polyxo är en insektsart som beskrevs av Ronald Gordon Fennah 1956. Swezeyia polyxo ingår i släktet Swezeyia och familjen Derbidae. Inga underarter finns listade i Catalogue of Life.